# 佐伯輝子
佐伯 輝子（さいき てるこ、1929年〈昭和4年〉4月21日 - 2019年〈令和元年〉9月30日）は、日本の医師、医学博士。神奈川県横浜市中区寿町の財団法人寿町勤労者福祉協会診療所の初代所長。日本3大ドヤ街の1つといわれる寿町において、32年間にわたって日雇い労働者やホームレスたちを含む住民たちの健康管理と生活向上に尽くした。マスコミからは映画『赤ひげ』において貧乏な庶民のために尽くす主人公の医師に準えて「女赤ひげ」と呼ばれる。東京市神田区（後の東京都千代田区神田）出身。

## 経歴

### 少女時代〜医学の道へ
玩具問屋の3人姉妹の次女として誕生した。子供3人が女であることに落胆して男らしく育てようとする父、「女も勉強をして手に職をつけなければならない」という、当時としては近代的な考えを持つ母の影響を受けて育った。特に、事あるごとに自立の精神を語る母からは強く感化され、人並み以上の勉強をし、学校での成績は常にトップで、学級委員もつとめた。
高等女学校時代に太平洋戦争を迎え、学校が軍需工場となった。ひどい埃のために急性肺炎を患い危篤状態となったが、医師の懸命な治療により一命をとりとめた。このときの感激により「今度は自分が人を助ける側に回ろう」と、医学を志した。男子のいない境遇で、後継ぎを欲する父から「お前が男だったら」とよく言われて育ち、医師なら男女差別のない職業との考えでもあった。父親は店を継いでほしいと泣いたが、母の強い勧めが助けとなった。
最初は予防医学を志したものの、やはり人の命を救う医者に憧れ、東邦大学医学部を受験し直した。合格はできたが、富裕であった自宅の店は戦災によって没落しており、金銭面の問題があった。母は戦災を逃れていた着物を売り払い、銀座の宝石店でダイヤモンド2個を売り払い、入学金を工面した。これにより佐伯は、当時の日本全国で130名ほどしかいなかった女医の卵となった。
1957年（昭和32年）3月に東邦大学を卒業。卒業式の数日後に、級友であった佐伯誠也と結婚し、佐伯姓となった。翌1958年（昭和33年）、横浜市保土ケ谷区に構えた自宅で、内科・小児科・放射線科の医院として佐伯医院を開業した。1975年（昭和50年）からは同市金沢区の鳥浜町南部市場でも佐伯診療所を開設し、双方を掛け持ちする多忙な日々を送った。診療と自宅での家事の傍ら、薬理学の勉強のため東邦大学医学部の薬理学教室へも通った。

### 寿町での活動

#### 赴任までの経緯
寿町では、オイルショック以降に行われたまちづくりの一環で、1974年（昭和49年）に財団法人寿町勤労者福祉協会のビルである勤労福祉会館が完成した。このビルの目玉として、財団法人寿町勤労者福祉協会診療所が開設された。しかし、横浜市当局や市の医師会が横浜市立大学の医学部や日本医師会にこの所長業務を依頼したものの、引き受ける医師は皆無だった。多くの者が寿町を「ドヤ街」「恐ろしい町」と敬遠していたのである。
このために寿町は無医地区となり、医師不在のまま5年が過ぎた。その間、寿町の住民は病気になっても治療を受けることが困難な日々を過ごしていた。周辺の一般の医院や病院へ行っては白い目で見られたり、いい加減な治療しか受けられないことが多かった。健康保険に未加入の者や、金がない者が多いことなどから、寿町の住民というだけで診察を拒否されることも多かった。
そこで横浜市と医師会が発想を転換し、男性の医師に断られるなら女性の医師に依頼しようと、白羽の矢が立てられたのが佐伯であった。佐伯医院に加えて南部市場の診療所も引き受ける、ある種の腰の軽さと、自宅が寿町に比較的近いことなどが推薦の理由であった。群を抜く行動力の持ち主であり、医師の集会でも動ぜずに発言する女性として目立つ存在であったことも、理由の一つであった。当時の横浜市長である細郷道一も佐伯に懇願した。
夫は当初「男性でも尻込みするドヤ街に女性が行くことは危険」と反対した。前述のようにすでに佐伯は多忙であり、仕事をこれ以上増やすと家事に支障が出ることも問題と思われた。夫婦間の相談ではこの話を断ることで同意しかけ、どう言って断るかの話まで進んでいた。周囲からも「あんな危ないところに行くんじゃない」と咎められた。しかし、長女と長男の2人が「必要とされているなら引き受けるべき」と、強く勧めた。子供2人は当時は医学の道を歩み始めたばかりで、医療の理想に燃えていたという事情があった。
佐伯は寿町のことを知るにつれ、自分の力を生かせる場所だと確信した。親しい者たちからは「あんな恐ろしい町の医師になるなんて馬鹿だ」との反対の声、「引き受けるからには死ぬまでやれ」との励ましを受けつつ、1979年（昭和54年）7月に佐伯は寿町勤労者福祉協会診療所の診療所長に就任した。このことは同年10月に「並みの男でも二の足を踏む仕事に情熱を燃やす女医」として、新聞各紙でこぞって報道された。

#### 寿町診療所での日々
赴任以来、佐伯は日雇い労働者たちをはじめ、毎日100人以上の患者たちを診療する日々を送った。当初は週3回、午後のみの診療だったが、患者の増加に伴い週5回の午前と午後の診療となった。
寿町での診療は、人間ドラマの連続ともいうべき日々であった。初出勤当日から、出勤に用いた自家用車に住民から小便をかけられ、車を棒で叩かれ、その後も車に小便やカップラーメンをぶちまけられた。診察中に小便をかけられたこともあった。診察室で、待ち時間の長さに逆上したアルコール依存症の男性患者に剃刀の刃で襲われ、ガードマンや男性職員たちに助けられたこともあった。その3年後には、駐車場で首を絞め上げられ、やはりガードマンや男性職員たちに助けられたこともあった。一時は死を覚悟したこともあるが、こうした経験で逆に、怖いものがなくなったという。
患者は、アルコール依存症患者、薬物中毒患者もおり、入れ墨を入れた患者は数えきれなかった。刑務所帰り、失踪者、家出中、住民票がとれないといった、「わけあり」と呼ばれる者も多かった。路上強盗の被害者もいれば、刑務所で男性器に碁石を埋め込まれた患者、同性愛者から肛門にラムネ瓶を突っこまれた患者もいた。横浜浮浪者襲撃殺人事件では、被害者8人のうち4人が佐伯の患者であった。その2年後の1985年に横浜市南区で、路上強盗を取押えた大学生の死傷事件が起きたが、その犯人グループ3人のうち2人も佐伯の患者である。寿町に勤めて15年経った頃でも、嘘の診断書を書くように凄む患者が多かった。
こうした住民たちから佐伯を守るよう、受付事務として勤める職員は空手5段やウェイトリフティングで鍛え上げた屈強な男性であり、待合室にもガードマンがいた。診察室は横浜市医師会立ち合いのもとで設計され、襲われた場合の退避経路も考慮され、随所に非常ベルが隠された。もっともブザーは後に、患者と心を込めて向き合う際に、ブザーの方へ向き直ってはいけないとの考えで、佐伯により取り外された。
佐伯自身も患者の心に飛び込むべく、診察には対話を取り入れた。一般の病院では診察時間が平均数分であるところが、佐伯は平均10分をかけ、患者の話を聞くことで、相手の気持ちを和らげることを心がけた。昼休みは2時間の予定だが、午前中の診察時間が大幅に伸び、昼食を慌ただしく済ませて午後の診察に入る日、午後の診察が大幅に伸びて19時に終わる日もあった。自身は身長151センチメートルと小柄ながら、患者が身長180センチメートル、体重90キログラムの大男でも、堂々と渡り合った。
また、酒に酔ったまま訪れる患者や暴れる患者たちに、自分自身の姿を見せようと、待合室に全身が映る大きな鏡を取り付ける等の策を講じ、十分な効果を得た。人は自分の姿を見ると正常に戻るのか、診療所のドアは何度も壊されたにもかかわらず、この鏡が割られたことは一度もなかった。この鏡は佐伯自身の姿を映す役割も兼ねており、時に佐伯が、自身の言葉に耳を貸さない患者に苛つき、診療所から逃げ出したくなっても、鏡の中の疲れて無表情になった顔を見て「女医なんだから輝きがなければ」と、自身を奮い立たせていた。
加えて、診療所はビルの3階にあったが、患者には喧嘩などによる負傷者が多く、一方では高齢者、身体障害者が増加しており、診療所を訪れること自体が負担になっていた。これに対処するため、1988年（平成10年）に診療所を1階へ移設して待合室などを拡張するなど、利用者の立場に立った改善を行い、大変好評を得た。
診察においては、時に優しく、時に厳しく患者へ接した。あたかも、母親が息子の友だちに接するようでもあった。患者1人1人に対し、まるで生活史を作るかのように家庭と生活環境について詳細な事情を訪ねることを大事にしていた。もっとも、このやり方は診察の時間を要し、大勢の受診者を効率良く捌くことが難しいため、それに業を煮やした患者が、前述のように剃刀で襲いかかるといった事態の要因にもなっていた。また土地柄、どんなに不潔な患者が相手でも、素手で診療することを良しとした。下着が大小便にまみれ、風呂に入っていないために臭気にまみれた患者が来て、友人たちからマスクと手袋を勧められても、「くさいなんて言ってられない」と、マスクも手袋も避け、かえって患者側を恐縮させた。
寿町の住民は貧困から日雇いの保険すら入っていないことが多いため、横浜市と掛け合い、寿町特有の制度として、診療費を貸し付けとして後で返金する特別診療の制度を設けた。これにより診療費の所持がなくても診察だけは可能なため、住民たちからは大いに感謝を受けた。後で返金とはいえ、大半は貸しつけたままであり、十年間で9千件を超え、事実上、無料の診療であった。患者の4割はこの制度の対象であり、他の3割は生活保護者、さらに数をこなして多くの薬を出して月に千万単位の儲けをあげる医師も多い中、佐伯はできるだけ薬なしでの治療を心がけていたため、自身の境遇を「儲かるわけがない、貯金もない、貧乏医者」と笑い飛ばしていた。
専門は内科であったが、その他にも結核、肝疾患、火傷、けんかによる負傷など、あらゆる症状の患者たちを診療した。特に冬場は、酔ったまま焚き火で暖をとり、火傷で運び込まれる患者が増加した。結核患者の増加が問題となった際には、国立病院機構南横浜病院と連携し、寿町診療所を拠点としたDOTS事業（結核患者が看護婦の直接の監視下による短期化学療法）の実施にも尽力した。
家庭の主婦でもあることから、朝7時過ぎに自宅を発ち、8時過ぎから13時まで南部市場での診療所に勤め、それから自動車で寿町の診療所へ向かい、昼食は赤信号で車を停めるたびに弁当を数口ずつ食べるだけ、といった生活を送った。寿町での診療を始めて20年経った頃でもなお、家庭での炊事はすべて手作りの料理で、インスタント食品や市販の総菜は一切使用しなかった。家事を分担して受け持つ夫、炊事を手伝う長女の協力もあった。
後述するように寿町での医療に対する批判もあったが、それでも、日本経済の繁栄の狭間に生きる人々の救済のため、寿町での診療を続けた。

#### 住民たちとの交流
佐伯は単に健康状態だけでなく、患者の生活にまで気を配った。患者に対しては時に母のように、または姉のように接した。寿町には様々な人間がおり、好奇心旺盛な佐伯は、そうした人々の生活相談に受けることも多かった。医療活動の延長線上との考えからであり、そうした相談事を人間学の講義を受講しているようなものと考えてさえいた。
赴任当初は、佐伯は「余所者」として歓迎されず、「女には勤まらない、すぐに辞める」との陰口も叩かれた。しかし佐伯の持ち前の粘り、行き届いた世話が評判を呼び、赴任から1年が経つ頃には、佐伯は住民の心をつかむまでになった。
佐伯の顔を見るためだけに診療所に顔を出す住民、佐伯の助言により数十年ぶりに故郷に帰郷した者もおり、その故郷から礼状が届くこともあった。佐伯の体調不良のときには果物を差し入れる患者もおり、佐伯に対して暴力沙汰を起こした患者が、後でその詫びに食べ物を贈ってきたこともあった。診療中に自分の病気が佐伯に伝染することを気遣う患者もいた。学校を卒業できた、明け暮れていた酒を卒業できた、簡易宿所を出て一般の住居に転居できた、などの報告に来る住民たちもいた。前述のように特別診療で診療費後払いであった患者が、懸命に働いて金を貯めた末、7年後に診療費を払ったこともあった。指がちぎれそうになった患者から、指の切断を依頼された際に、出産時の母の心を説いて「指1本でも大事な命の一部、男の約束で指なんかつめると女が許さない」と叱って、指を繋いだ話もある。この患者は号泣し、後の診察で佐伯に「あんなに泣いたのは人生で初めて」「誰も俺を叱ってくれなかった。先生みたいに誰かが叱ってくれれば、俺も半端者にならずに済んだ」と語った。他の医師だと喧嘩になるとの理由で、カルテに「佐伯先生のみ」と書かれた患者もいた。
佐伯の尽力により寿町では、かつては僻み根性が強くて病気を治すことに消極的だった住民たちが、平成期に入る頃には病気を治療しよう、働きたいという意欲を持ち出す、といった変化もあった。佐伯もまた、寿町のマイナスなイメージを払拭すべく、講演活動では寿町の存在を勇気をもって話していた。
持ち前のバイタリティと包容力から、寿町の住民たちからは下の名前で「てるこ先生」と慕われた。「テルコの存在を知らないドヤの住人はいない」ともいわれた。人々に慕われたのは、ユーモア、豪快さ、温かさ、飾り気のなさを兼ね備えた性格もあると見られている。診察室の机の上は、患者が佐伯に見せるために持参した結婚式の写真、子供の写真、街の写真などが多く並べられており、佐伯は患者を「家族みたい」と語っていた。休診の報せを出したときには、住民たちが「辞めるんじゃないだろうな」「先生が辞めたら俺たち死んじゃうよ」と、駄々をこねる子供のように訴えた。

### 引退
2009年（平成21年）に夫が病気で倒れ、佐伯自身もその看病疲れで倒れて入院したが、じきに復帰。しかし2011年（平成23年）3月にも心不全で倒れて入院した。さらに肺高血圧、腎不全、敗血症、運動器症候群など、多くの病気が重なった上に、入院中の手術の後遺症で、右手に不自由が残った。これらのことで「辞め時だと観念した」と言い、入院中の同年5月末に所長を辞任した。
自宅の医院は2009年から長男が継いでおり、寿町診療所は別の男性医師が跡を継いだ。その後は自宅でリハビリ生活を続けつつ、講演などでも活動していた。
2019年（令和元年）9月30日、死去した。

## メディア
佐伯の寿町での活動は、TBSテレビのトーク番組『HEARTに聞け』（1992年〈平成4年〉）、NHK教育テレビの『マイライフ』（1993年〈平成5年〉）、テレビ朝日の情報番組『スーパーJチャンネル』（2010年〈平成22年〉）などでも取り上げられた。
雑誌『ザテレビジョン』などで記事に取り上げられ、これらでアルコール依存症患者の治療に取り組んでいる様子が紹介されたことで、アルコール依存症の治療について相談を持ちかけられるようにもなった。
2016年（平成28年）には、ぶんか社の漫画雑誌『本当にあった女の人生ドラマ』で、佐伯の寿町での診療の日々を描いた漫画『女赤ひげ こちらドヤ街診療所』が掲載された。作画は女流漫画家の川島れいこが担当、全25話、単行本全5巻。

## 評価
ノンフィクションライターの石村博子は佐伯を「佐伯先生の目は、ときおり修羅場を越えた人特有の厳しい光り方をするのである」と評価している。1984年まで寿町の診療所に勤務していた看護婦の1人は「診察態度にはいつも頭の下がる思いでした。親切でていねいで、混んでいても悠然とかまえて、むしろ私の方があせったりして……」、診療所と同じ勤労福祉会館ビルにある郵便局の局長は「なかなかできないねぇ。“聖者”というのかねぇ」と評している。
寿町で診療を続けることで様々な患者が訪れたことについて、寿町の自治会長は「急に暴力をふるわれるということもあったと思います。身の危険を感じたこともあったことでしょう。でも、先生はひるむことなく、いつも町の人にナマの目を向けて（誰に対しても分け隔てなく）接してくれた」と語り、その結果として、多くの患者が佐伯の母のように慕い、集まったという。
寿町の住人の中では、「先生は明るくてやさしいので、子供も私も大好きです。ドヤ街で慕われるのは当然だと思います」との声もあった。寿町の住民は2割以上が外国人労働者といわれ、中でも不法就労の外国人はその負い目から病気になっても医者を拒みがちだが、佐伯のもとは素直に訪れた。そのことを韓国人男性の患者の1人は「先生が、あんまり情け深くてね」と語った。
吉岡弥生賞の受賞に際しては、寿町勤労者福祉協会の理事長である式守健一が「受賞は、先生以上に私共が喜んでおります。（中略）おかげで、この町も、ずいぶん明るくおだやかになってきました」と、佐伯の活躍を称えた。佐伯の影響による寿町の生活向上について、自治会の人々は「街のすさんだ空気が亡くなり、なごやかになった」と喜んだ。患者たちからは「寿町の誇り」と呼ばれた。
引退の際には診療所のスタッフから「先生は街の希望でした」の声があった。医療事務の担当者は「開所のとき、『安い薬は使わない』と私たちに言った。患者の身なりは汚いが、分け隔てなく接した。だから、お母さんのように慕われた」と語った。
こうした評価の一方では、マスコミでの報道が増えたことで風当りも強くなり、「ドヤ街である寿町の救済に何の貢献があるのか」との批判もあった。佐伯の医師仲間からは「あんな人間のクズを治しても仕方がない」といった意見もあった。

## 受賞歴
1984年（昭和59年）5月、寿町での医療活動を評価され、吉岡弥生賞を受賞した。日本の女医育成の草分けとされる吉岡彌生を記念したこの賞は、女医にとっては最高の栄誉と呼べる賞であり、この受賞はテレビ、ラジオ、新聞、雑誌で多数報道された。
1989年、青木雨彦や前田陽一ら、横浜を愛する文化人による「ヨコハマの会」により「横浜で生き生きと輝いている人や物に毎年文化賞を贈ろう」と開設されたヨコハマ遊大賞の第1回受賞者に、満場一致で選ばれた。この受賞により、佐伯の評判はさらに高まった。
1991年（平成3年）4月、寿町診療所の所長として、あらゆる症状の患者とその心を相手に治療に専念した功績を認められ、吉川英治文化賞を受賞した。受賞者の名前は佐伯個人の名義だが、佐伯はこれを診療所スタッフ全員での受賞と解釈し、授賞式では看護婦をはじめ診療所スタッフたちと共に参加し、受賞時にはスタッフ紹介も行われた。また、佐伯がこの授賞式の壇上で、寿町の住人たちが下着を着古していたり下着を穿いていなくて不潔なことが多いと訴えたことで、講談社をはじめ各方面から、多数の下着類や衣類が寿町に届くようになった。
1994年（平成6年）、地域医療への貢献が認められ、横浜文化賞を受賞した。
1995年（平成7年）3月、厳しい環境のもとで長年にわたって地域医療に貢献した人物や、顕著な功績を上げた人物を表彰する医療功労賞（読売新聞社主催）を、医療過疎地で長年にわたって労働者の健康を守った医師として受賞した。
2001年（平成13年）、長年にわたる寿町の住民たちの治療・健康管理、地域医療福祉の向上への貢献が認められ、社会貢献支援財団による日本財団賞を受賞した。
2005年（平成17年）には、住民に密着して医療活動に従事し、優れた功績をあげた日本医師会会員を対象とするノバルティス地域医療賞を贈られた。
2012年（平成24年）、32年間にわたって寿町の住民たちの命と向き合った功績により、藍綬褒章を受章した。
2013年（平成25年）、第2回横浜市男女共同参画貢献表彰において、長年にわたって地域医療に取り組んだ医師として、功労大賞を受賞した。
このほか、1980年（昭和55年）には細郷道一市長から異例の感謝状が贈られ、1989年（平成元年）までの間には神奈川県知事、労働大臣他からも感謝状を受けた。

## 著作
- 『女赤ひげドヤ街に純情す 横浜・寿町診療所日記から』一光社、1982年6月。 NCID BN07178312。
- 『ドクトルてるこの聴診記』白水社、1985年12月1日。 NCID BN1254204X。
- 『赤ひげ女医の腕まくり 怒りと涙と笑いの診療所』明玄書房、1993年5月10日。全国書誌番号:99019337。